# Underground Luxury
Underground Luxury (literalment «Luxe Subterrani») és el tercer àlbum d'estudi del raper estatunidenc B.o.B, publicat el 17 de desembre del 2013 sota les discogràfiques Rebel Rock, Grand Hustle i Atlantic Records. L'àlbum inclou artistes convidats com 2 Chainz, Chris Brown, Future i T.I., entre d'altres.